# Экономические циклы
Экономи́ческие ци́клы — колебания экономической активности, состоящие в повторяющихся экономических спадах (рецессии, депрессии) и экономических подъёмах. Циклы носят периодический, но не регулярный характер. Продолжительность и амплитуда колебаний могут сильно меняться.
Экономические циклы рассматриваются как явление рыночной экономики. В плановой экономике циклы отсутствуют, хотя плановая экономика тоже может расти неравномерно.
В современной экономике циклы определяются, прежде всего, как колебания выпуска (валового внутреннего продукта) и занятости. Однако вместе с ними меняются и другие экономические переменные (потребление, инвестиции, темпы инфляции и т. д.). Их совместная динамика является предметом изучения макроэкономики. В основе анализа лежит представление о том, что циклы имеют стохастическую (случайную) природу, то есть вызваны различными внешними воздействиями (шоками). Сами циклы рассматриваются как краткосрочные колебания экономической активности. Детерминистический взгляд на природу циклов (например, теория длинных волн Кондратьева) является устаревшим.
Современная теория экономических циклов основывается на идеях нового кейнсианства. Конкурирующим подходом является новая классическая теория, однако эти теории не являются полностью противоречащими друг другу. Существуют также неортодоксальные теории, которые не являются частью экономического мейнстрима (см. Австрийская школа, Гипотеза финансовой нестабильности и др.).
Сглаживание и минимизация последствий колебаний экономической активности либо их предотвращение осуществляется с помощью контрциклической и проциклической экономических политик, осуществляемых государством в периоды рецессий и роста.

## Фазы экономического цикла

Бизнес-циклы в экономике

Основными фазами цикла являются подъём, пик, спад и дно. Смена фаз выражается прежде всего в колебаниях выпуска, измеряемого валовым внутренним продуктом. С выпуском также тесно связано колебание других переменных: безработицы (занятости), инвестиций, потребления, процентных ставок и т. д. Совместное изменение этих переменных характеризует общий уровень активности в экономике.

### Характеристика фаз
Подъём — период роста экономической активности от низшей (дно) до высшей (пик) точки цикла. Характеризуется увеличением инвестиций, выпуска и занятости. Подъём может сопровождаться ускорением инфляции.
Пик — высшая точка экономического подъёма. В производстве задействуется максимальное количество ресурсов: труда и капитала. Производительность также становится максимальной. При этом загрузка производственных мощностей и занятость никогда не достигают 100 %.
Спад (рецессия) — период снижения экономической активности от высшей (пик) до низшей (дно) точки цикла. Характеризуется снижением инвестиций, выпуска и занятости. Может сопровождаться снижением темпов инфляции или даже дефляцией. Если рецессия является особенно глубокой и продолжительной, то её называют депрессией. Четкого разграничения между рецессией и депрессией нет. Депрессией принято называть два исторических события: Великую депрессию 1929—1939 гг. и Долгую депрессию 1873—1896 гг. Обе депрессии были общемировыми.
Дно — низшая точка экономического спада. Использование ресурсов в производстве достигает минимальных значений. Производительность также снижается. Обычно пребывание экономики на дне не бывает продолжительным. Однако история знает и исключения из этого правила. Великая депрессия, несмотря на периодические колебания деловой активности, длилась 10 лет (1929—1939 гг.).

### Признаки спада и подъёма
Техническим критерием спада считают снижение деловой активности, продолжающееся свыше двух кварталов подряд. Однако в реальности датировки циклов осуществляются после завершения цикла и основываются на экспертных суждениях. Например, в США за определение фаз цикла отвечает Комитет по датировке бизнес-циклов Национального бюро экономических исследований. Комитет определяет рецессию как период между пиком и дном, в течение которого происходит существенное снижение экономической активности, которое распространяется на всю страну и может длиться от нескольких месяцев и до более чем одного года. В течение рецессии может происходить кратковременный подъём, который не меняет общего тренда. Иногда трудно разделить две рецессии, которые перемежаются коротким периодом подъёма. Такие следующие друг за другом рецессии называют двойными.

### Классификация макроэкономических показателей
Под циклом понимаются в первую очередь колебания выпуска, отражаемого в показателе ВВП. Фаза цикла определяется направленностью изменений: увеличение выпуска соответствует подъёму экономики, а снижение выпуска — спаду. Другие показатели также подвержены колебаниям.
По направлению изменений макроэкономические показатели можно подразделить на следующие виды.
1. Проциклические — имеют положительную корреляцию с выпуском, меняются в ту же сторону.
2. Ациклические — отсутствует устойчивая положительная или отрицательная корреляция с выпуском.
3. Контрциклические — имеют отрицательную корреляцию с выпуском, меняются в противоположную сторону.

По согласованности изменений макроэкономические показатели можно подразделить на следующие виды.
1. Опережающие — начинают меняться раньше, чем меняется выпуск.
2. Одновременные — меняются одновременно с выпуском.
3. Запаздывающие — начинают меняться позднее изменений выпуска.

Характеристика основных макроэкономических индикаторов приведена в таблице. Некоторые из показателей не классифицируются.
| Показатель                           | Направление изменения | Корреляция с выпуском (ВВП) |
| ------------------------------------ | --------------------- | --------------------------- |
| Производство                         |                       |                             |
| Промышленное производство            | Проциклический        | Одновременный               |
| Расходы (компоненты ВВП по расходам) |                       |                             |
| Потребление                          | Проциклический        | Одновременный               |
| Инвестиции в основной капитал        | Проциклический        | Одновременный               |
| Покупка жилья                        | Проциклический        | Опережающий                 |
| Инвестиции в запасы                  | Проциклический        | Опережающий                 |
| Государственные расходы              | Проциклический        |                             |
| Рынок труда                          |                       |                             |
| Занятость                            | Проциклический        | Одновременный               |
| Безработица                          | Контрциклический      |                             |
| Средняя производительность труда     | Проциклический        | Опережающий                 |
| Реальная заработная плата            | Проциклический        |                             |
| Денежная масса и инфляция            |                       |                             |
| Предложение денег                    | Проциклический        | Опережающий                 |
| Инфляция                             | Контрциклический      | Опережающий                 |
| Финансовые индикаторы                |                       |                             |
| Цены акций                           | Проциклический        | Опережающий                 |
| Номинальная процентная ставка        | Проциклический        | Запаздывающий               |
| Реальная процентная ставка           | Ацикличный            |                             |

### Опережающие индикаторы
Опережающие показатели используются для прогнозирования цикла. Поэтому их также называют опережающими индикаторами. В состав опережающих индикаторов включают и те переменные, которые не опережают цикл, но благодаря оперативной работе статистических служб, оказываются доступными раньше, чем данные о ВВП. К таким показателям относится информация о числе заявок на пособия по безработице, количестве новых заказов в промышленности и т. д. На основе всей оперативной информации строятся индексы опережающих индикаторов. В США такую информацию публикует неправительственная исследовательская организация The Conference Board. В России за это отвечает Росстат.

## Природа циклов
Представления о природе циклов менялись со временем. Можно выделить два подхода к изучению природы циклов: детерминистский и стохастический.

### Детерминистский подход
Детерминистский подход был исторически первым. Согласно ему, циклы подчиняются строгим закономерностям. Существуют конкретные, постоянно действующие причины, вызывающие цикличность экономики. Продолжительность цикла более или менее постоянна. Поэтому знание прошлых циклов помогает прогнозировать новые. В частности, элементы детерминизма содержатся в марксистской теории кризисов перепроизводства, теории длинных волн Кондратьева и других.
Наиболее часто встречающаяся классификация экономических циклов принадлежит Йозефу Шумпетеру. В книге «Экономические циклы» он предложил трехчастную схему, включавшую в себя циклы Китчина, Жюгляра и длинные волны Кондратьева. Циклы Китчина вложены в циклы Жюгляра, а циклы Жюгляра в длинные волны Кондратьева. К этой схеме добавляются также ритмы Кузнеца. Таким образом, обычно выделяют четыре основных вида экономических циклов:
- краткосрочные циклы Китчина имеют характерный период 2—3 года;
- среднесрочные циклы Жюгляра имеют характерный период 7—11 лет;
- циклы (ритмы) Кузнеца имеют характерный период 15—20 лет;
- длинные волны Кондратьева имеют характерный период 48—55 лет.

К настоящему времени отсутствуют убедительные эмпирические подтверждения детерминированности экономических циклов. Одними из первых к такому выводу пришли Артур Бернс и Уэсли Митчелл в статье 1938 года. Они проанализировали 487 временных рядов, начиная с 1880-х годов и ранее. Их вывод состоял в том, что каждый бизнес-цикл имеет свои собственные черты и нет уверенности в том, что прошлые подъёмы и рецессии повторятся в точности. Точно также не удается выявить какого-либо стандартного набора показателей, который помог бы предсказать цикл. Вместо этого каждый раз необходимо анализировать множество данных. Примерно такой же вывод содержится и в более поздней работе Джеффри Мура 1961 года.
Начиная с 80-х годов, разрабатывались также современные теории эндогенных бизнес-циклов, однако широкого распространения они не получили.

### Стохастический подход
Современные теории рассматривают цикл как стохастический (случайный) процесс, который с трудом поддается точному прогнозированию. Впервые на этот факт обратили внимание Евгений Слуцкий и Рагнар Фриш. Поэтому стохастический взгляд на природу циклов называется также парадигмой Фриша — Слуцкого. Несмотря на отсутствие строго определённого набора причин, вызывающих цикличность экономики, внутри цикла присутствуют некоторые тенденции. Они состоят в повторяющемся согласованном изменении различных экономических переменных на разных фазах делового цикла. Наличие тенденций позволяет строить теории циклов. Поэтому цикл обычно рассматривается как результат стечения обстоятельств, в ответ на которое экономика подстраивается в соответствии со своими внутренними закономерностями.
События, приводящие к колебаниям, называют шоками. В случае благоприятного шока наблюдается подъём, а случае неблагоприятного шока спад. Источниками шоков могут быть самые разные события:
- финансовые кризисы (Чёрный вторник 29 октября 1929 года);
- торговые войны и торговые эмбарго (Нефтяной кризис 1973 года);
- эпидемии (Пандемия COVID-19);
- стихийные бедствия (Землетрясение в Сан-Франциско (1906));
- неудачные действия властей (Стагфляция 1970-х) и т. п.

Глубина и продолжительность цикла зависит от характера и силы шока, а также от реакции государства, проводящего макроэкономическую политику в ответ на шок. Случайный характер цикла отражается в экономической статистике. Например, по данным Национального бюро экономических исследований, американская экономика за период с 1854 по 2009 год пережила 33 цикла различной продолжительности и глубины.
| Периоды               | Продолжительность спада, мес. | Продолжительность подъёма, мес. | Длительность цикла, мес. | Длительность цикла, мес. |
| Периоды               | Продолжительность спада, мес. | Продолжительность подъёма, мес. | от дна до дна            | от пика до пика          |
| --------------------- | ----------------------------- | ------------------------------- | ------------------------ | ------------------------ |
| 1854—2009 (33 цикла)  | 17,5                          | 38,7                            | 56,2                     | 56,4                     |
| 1854—1919 (16 циклов) | 21,6                          | 26,6                            | 48,2                     | 48,9                     |
| 1919—1945 (6 циклов)  | 18,2                          | 35,0                            | 53,2                     | 53,0                     |
| 1945—2009 (11 циклов) | 11,1                          | 58,4                            | 69,5                     | 68,5                     |

Поскольку экономические колебания напоминают случайные процессы без строгой периодичности, то многие экономисты считают термин «цикл» некорректным. Скорее следует говорить об экономических колебаниях, или флуктуациях (англ. fluctuations).

## История изучения
В истории экономической мысли существовали разные взгляды на причины и механизм экономических циклов. В настоящее время основная часть исследований ведется рамках новой кейнсианской теории. Кроме того, продолжает использоваться новая классическая теория. Эти теории не являются полностью противоречащими друг другу, и могут быть изложены в рамках модели AD-AS. Существуют также неортодоксальные теории, которые не являются частью экономического мейнстрима (см. Австрийская школа, Гипотеза финансовой нестабильности и др.).

### Марксизм
С точки зрения Маркса, в основе колебаний деловой активности лежат кризисы перепроизводства. Перепроизводство означает, что произведенный в обществе продукт не может быть продан из-за не соблюдения условия пропорциональности между I и II подразделениями: производством средств производства и производством товаров для потребления. Соблюсти пропорциональность сложно из-за главного противоречия капиталистического способа производства — между общественным характером производства и частной собственностью на средства производства. Капиталист является собственником средств производства и стремится к максимальной прибыли. При этом он не учитывает сложного характера взаимосвязей в экономике, вызванного разделением труда и специализацией. Поэтому он не может точно рассчитать общественные потребности и неизбежно производит больше, чем требуется. Возникает проблема координации и анархия производства. Поэтому, согласно марксизму, кризисы неизбежны, и в каждом экономическом подъёме заложены предпосылки нового спада.

### Классическая теория
С классической точки зрения, глобальное перепроизводство невозможно из закона Сэя. Согласно ему, любое производство сопряжено с расходами, которые в свою очередь являются доходами других экономических агентов. Поэтому предложение всегда создает достаточный спрос, и перепроизводство возможно только на отдельных рынках, а не в экономике в целом. Кроме того, спрос и предложение всегда уравновешиваются за счет изменения цен, поэтому рынки быстро приходят в состояние равновесия. Если спрос избыточен, то цены вырастут, а если недостаточен, то упадут. Аналогичным образом обеспечивается равновесие на рынке труда (меняется ставка заработной платы), заемных средств (меняется реальная процентная ставка) и валюты (меняется реальный валютный курс).
Если цены обеспечивают быстрое достижение равновесия, то они называются гибкими. По Хайеку, гибкие цены создают правильные информационные сигналы. В случае роста они сигнализируют о повышенном спросе, недостатке предложения и за счет этого привлекают новых производителей. Снижение цен свидетельствует о низком спросе и избытке предложения, что приводит к оттоку фирм из отрасли. В результате использование ресурсов в экономике оказывается оптимальным. Ценовый механизм координирует действия фирм (капиталистов) и устраняет анархию производства. Колебания в экономике с гибкими ценами не могут быть продолжительными.
Кризис классической теории был связан с затяжным характером Великой депрессии, который противоречил выводам классиков.

### Ранняя кейнсианская теория
Раннее кейнсианство, начиная с работ Кейнса и его последователей, возникло из попыток понять причины затяжного характера Великой депрессии. Ранние кейнсианцы исходили из того, основным источником циклов являются неожиданные колебания спроса, обусловленные животным духом инвесторов (animal spirit). Этот ценовой механизм не является совершенным. Цены и зарплаты перестраиваются не сразу, а в течение некоторого времени. Поэтому они являются не гибкими, а жесткими. В период кризиса, когда падает спрос, ценовый механизм не может обеспечить правильную координацию, и фирмы продолжают продавать товары по старым ценам и платить старые зарплаты. Из-за высоких цен потребители не могут купить весь производимый товар, а работодатели не могут снизить зарплаты, чтобы уменьшить цены. Например, во время Великой депрессии заработные платы оказались жесткими к понижению из-за действий профсоюзов. Это вынудило фирмы сокращать производство и увольнять работников вместо понижения зарплат, так как иначе невозможно было избавиться от убытков, вызванных падением спроса.
Кейнс считал, что государство должно компенсировать недостаток спроса в экономике, увеличивая государственные расходы. Тогда фирмы смогут продолжить производство и не увольнять работников. На решение этой задачи были нацелены общественные работы, предложенные президентом Рузвельтом в рамках политики Нового курса. Кейнсианцы считали, что стимулирование совокупного спроса может снизить безработицу до сколь угодно низкого уровня.
Кризис раннего кейнсианства был вызван стагфляцией 1970-х, так как с кейнсианской точки зрения рецессия несовместима с инфляцией из-за Кривой Филлипса.

### Монетаризм
Монетаризм был основным конкурентом кейнсианства в середине XX века. С точки зрения монетаризма кризисы вызываются резким падением денежной массы. Деньги необходимы как средство расчетов и платежей в экономике. Если их недостаточно, то экономические агенты не могут совершать сделки, а кредит становится слишком дорогим. Растущие процентные ставки делают инвестиции более дорогими и в конечном счете замедляют рост. При этом избыток денег, согласно Милтону Фридману, не может ускорить экономический рост, так как ведет только к инфляции, которая всегда является чисто монетарным феноменом.
Выводы Фридмана о невозможности стимулирования экономики опирались на гипотезу о NAIRU — существовании естественного уровня занятости, который нельзя снизить стимулирующими мерами. Так как нельзя повысить занятость выше этого уровня, то нельзя и увеличить выпуск выше некоторого естественного уровня. Поэтому все, что могут сделать правительство и центральный банк — это не мешать экономике. В частности, единственной задачей центрального банка должно быть равномерное увеличение денежной массы в соответствии с темпами роста экономики. Правило поведения центрального банка, предложенное монетаристами, опиралось на изучение уравнения обмена. Согласно ему, при постоянной скорости обращения денег, темпы роста денежной массы должны соответствовать темпам роста реального выпуска. Если денежная масса растет быстрее, то избыточный рост отразится на ценах.

### Теория реального делового цикла
Теория реальных экономических циклов (новая классическая теория) возникла в период кризиса раннего кейнсианства, вызванного стагфляцией. Новым классикам пришлось отказаться от предположения о доминировании стороны спроса, предположения о жестких ценах и объяснять спады и подъёмы воздействием реальных факторов, действующих со стороны предложения. В индустриальных странах этими факторами могут быть колебания общей факторной производительности (включая появление новых технологий), изменение цен на сырье и т. п. В аграрных странах — урожай или неурожай. Также толчком к переменам могут стать форс-мажорные ситуации (война, революция, стихийные бедствия). Предвидя изменение экономической обстановки в худшую или лучшую сторону, домохозяйства и фирмы массово начинают экономить или больше тратить. В результате сокращается или возрастает совокупный спрос, уменьшается или увеличивается оборот розничной торговли. Фирмы получают меньше или больше заказов на изготовление продукции, соответственно меняется объём производства, занятость. Меняется деловая активность: фирмы начинают сокращать ассортимент выпускаемой продукции или наоборот запускают новые проекты, берут кредиты на их осуществление. То есть, вся экономика колеблется, стремясь прийти в равновесие.
Кроме колебаний совокупного спроса существуют и другие факторы, влияющие на фазы экономического цикла: изменения, зависящие от смены времен года в сельском хозяйстве, строительстве, автомобильной промышленности, сезонность розничной торговли, вековые тенденции экономического развития страны, зависящие от ресурсной базы, численности и структуры населения, правильного управления.
С точки зрения новых классиков стимулировать совокупный спрос бесполезно, так как такие меры приведут к инфляции. Поэтому политика государства должна быть нацелена на стимулирование инвестиционной активности фирм, которая расширяет производственные возможности экономики. Идеи классиков легли в основу экономики предложения и Рейганомики.

### Новая кейнсианская теория
Новая кейнсианская теория, как и ранняя, объясняет цикл в основном колебаниями совокупного спроса, а также несовершенством рыночного механизма, включающим в себя жёсткость цен и заработных плат. Однако новые кейнсианцы исходят из того, что спрос доминирует только в краткосрочном периоде (на горизонте примерно в 1,5-2 года). В долгосрочном периоде новая кейнсианская теория во многом совпадает с новой классической и монетаристской. Она также исходит из предположения о долгосрочной гибкости цен и определяющего влияния стороны предложения. Поэтому в рамках новой кейнсианской теории могут анализироваться и колебания совокупного спроса, и колебания совокупного предложения. Изменения спроса могут быть связаны с колебаниями цен на экспортные товары, изменение предпочтений потребителей и инвесторов, а также с политикой государства.
Новые кейнсианцы согласны с гипотезой о существовании естественного уровня занятости NAIRU и считают, что все стимулирующие меры носят краткосрочный характер. В долгосрочной перспективе экономика неизбежно вернется к естественному уровню занятости и выпуска. Поэтому действия центрального банка должны быть нацелены не на стимулирование долгосрочного роста, а на стабилизацию его темпов около естественного уровня.
Можно сказать, что новая кейнсианская теория объединила в себе многие идеи классиков, ранних кейнсианцев и монетаристов. Начиная с 90-х годов экономисты стали говорить о Новом макроэкономическом консенсусе.

### Австрийская школа
Хесус Уэрта де Сото утверждает, что экономические циклы возникают из-за кредитной экспансии, которая коренится в банковской политике частичного резервирования депозитов до востребования. В экономику вливаются необеспеченные деньги, которые удлиняют цепочку производства и тем самым создают экономический рост в основном за счёт того, что потребительские блага (блага первого порядка) повышаются в цене. Когда кредитная экспансия подходит к концу (расширение кредита больше не возможно, так как достигнут предел резервирования), люди начинают изымать депозиты из банков, а банки поднимают кредитные ставки. Происходит сжатие кредита, которое влечёт за собой рецессию, сопровождаемую дефляцией (снижением цен) на потребительские товары и услуги. Начинается рост безработицы, объясняемый «эффектом Рикардо» («эффектом гармошки») что в конечном итоге приводит к росту добровольных сбережений, которые, в конечном итоге, могут вывести экономику из кризиса, запуская процесс восстановления экономики.

## Современная теория

### Выпуск
В основе современной теории лежит представление о том, что цикл — это в первую очередь колебания выпуска и занятости. Этим она отличается, например, от теории длинных волн Кондратьева, которая была сформулирована на основе наблюдений за колебаниями цен. Наблюдаемые темпы роста выпуска (ВВП) являются суммой двух компонент: трендовой и циклической.
Тренд задает уровень потенциального выпуска, соответствующего производственным возможностям экономики при полной занятости. Рост потенциального выпуска является следствием роста производственных возможностей и описывается моделями экономического роста. Рост связан с накоплением факторов производства (накопление капитала, рост численности рабочей силы, рост производительности). Темпы роста зависят от долгосрочных тенденций, поэтому существенное изменение потенциального выпуска происходит только в длительном периоде, а в коротком периоде он считается постоянным. Производственные возможности влияют на совокупное предложение.
Циклическая компонента описывает краткосрочные колебания наблюдаемого ВВП вокруг тренда. Экономика растет быстрее или медленнее тренда в зависимости от того, насколько интенсивно используются имеющиеся в ней ресурсы. При чрезмерно интенсивном использовании она растет быстрее тренда, при недостаточно интенсивном медленнее. Так как количество капитала в коротком периоде задано, то колебания выпуска связаны с изменением занятости (Закон Оукена). Экономический цикл описывается моделями AD-AS, а также моделью IS-LM для закрытой и моделью IS-LM-BP для открытой экономики. Модели семейства IS-LM являются ранними кейнсианскими, однако их иногда продолжают использовать. Современные модели строятся на идее динамического стохастического общего экономического равновесия. Циклические колебания в этих моделях вызваны в первую очередь изменениями совокупного спроса, то есть зависят от того, способна или нет экономика купить все, что может быть в ней произведено.

### Цены
Согласно современным представлениям цены обладают жесткостью. При воздействии внешнего шока они, как правило, перестраиваются не сразу, а постепенно в течение некоторого времени. Например, Алан Блайндер на основе опросов определил, что примерно половина фирм изменяет цену не чаще одного раза в год; примерно три четверти не чаще одного раза в квартал.
| Частота изменения цены в год | Процент фирм, изменивших цену |
| ---------------------------- | ----------------------------- |
| Реже одного раза             | 10,2 %                        |
| 1-2 раза                     | 39,3 %                        |
| 2-4 раза                     | 15,6 %                        |
| 4-12 раз                     | 7,5 %                         |
| 12-52 раза                   | 4,3 %                         |
| 52-365 раз                   | 8,6 %                         |
| Чаще 365 раз                 | 1,6 %                         |

Из-за жесткости цен общее равновесие в экономике в коротком периоде обеспечивается за счет изменения количества. При росте спроса фирмы увеличивают объём производства и нанимают дополнительных работников, а при падении снижают производства и увольняют работников. Поэтому наблюдаемый ВВП оказывается больше или меньше потенциального соответственно. Отклонение выпуска от потенциального значения называется разрывом выпуска. В длительном периоде все цены являются гибкими, а их перестройка приводит к тому, что выпуск в экономике возвращается к потенциальному значению, а безработица к естественному уровню. Если отклонение экономики вызвано повышенным спросом, то рост цен приведет к снижению спроса. Если отклонение вызвано недостаточным спросом, то снижение цен приведет к росту спроса. Можно сказать, что в коротком периоде современные модели ведут себя как кейнсианские, а в долгосрочном как монетаристские или классические.

### Роль ожиданий
Поведение цен может различаться в зависимости от периода и зависит от характера инфляционных ожиданий. Если экономика находится выше тренда (положительный разрыв выпуска), то в коротком периоде цены будут расти, чтобы обеспечить долгосрочное равновесие. Если экономика находится ниже тренда (отрицательный разрыв выпуска), то цены будут падать или расти медленнее. Колебания цен тем сильнее, чем выше или ниже ожидания относительно их изменения. Это означает, что в коротком периоде существует кривая Филлипса.
В долгосрочном равновесии уровень инфляции определяется только инфляционными ожиданиями. Если агенты думают, что цены будут расти, то они учитывают эти ожидания в своих планах и на самом деле повышают цены. В случае изменения инфляционных ожиданий жесткость не мешает ценам перестраиваться, поэтому кривая Филлипса отсутствует. Рост цен убеждает фирмы в том, что инфляция действительно выше. Может происходит «заякоривание» инфляционных ожиданий

## Влияние на экономику
Во время кризисов снижается объём производства, растёт уровень безработицы, население экономит на потреблении, происходит падение спроса.
Из отраслей экономики, сфера услуг и отрасли, выпускающие товары кратковременного пользования, в несколько меньшей степени затрагиваются разрушительными последствиями экономического спада. Рецессия даже способствует активизации некоторых видов деятельности, в частности повышает спрос на услуги ломбардов и юристов, специализирующихся на банкротствах. Наиболее чувствительны к циклическим колебаниям фирмы, выпускающие средства производства и потребительские товары длительного пользования.
Эти фирмы не только тяжелее других переносят деловой спад, но и больше всех выигрывают от подъёма в экономике. Основные причины две: возможность откладывания покупок и монополизация рынка. Покупка капитального оборудования чаще всего может быть отложена на будущее; в тяжелые для экономики времена производители склонны воздерживаться от закупок новых машин и оборудования и строительства новых зданий. Во время продолжительного спада фирмы зачастую предпочитают ремонтировать или модернизировать устаревшее оборудование, вместо того чтобы тратить большие средства на приобретение нового оборудования. В результате инвестиции в товары производственного назначения во время экономических спадов резко сокращаются. Это же относится к потребительским товарам длительного пользования. В отличие от продуктов питания и одежды, покупку роскошного автомобиля или дорогой бытовой техники можно отложить до лучших времен. В периоды экономических спадов люди в большей степени склонны чинить, а не менять товары длительного пользования. Хотя объёмы продаж продуктов питания и одежды, как правило, также сокращаются, это сокращение обычно меньше по сравнению с падением спроса на товары длительного пользования.
Монопольная власть в большинстве отраслей, выпускающих средства производства и потребительские товары длительного пользования, связана с тем, что на рынках этих товаров, как правило, господствуют немногие крупные фирмы. Монопольное положение позволяет им во времена экономических спадов сохранять цены на прежнем уровне, уменьшая производство в ответ на падение спроса. Следовательно, падение спроса в гораздо большей степени влияет на производство и занятость, нежели на цены. Иная ситуация характерна для отраслей, выпускающих товары краткосрочного потребления. На падение спроса эти отрасли обычно реагируют общим снижением цен, поскольку ни одна из фирм не обладает значительной монопольной властью.
В рамках экономического цикла невозможно создать постоянное и ровное движение к увеличению и расширению и в результате это приводит к кризису, в некоторых случаях экономическому. Кризисы всегда являются результатом активного роста, когда общество должно постоянно изменяться. Рост и масштабирование не является автоматическими процессами, для их поддержания необходимы не только соответствующие общественные институты, но и очень значительные усилия человеческих ресурсов.

## Макроэкономическая стабилизация
Современное понимание цикла лежит в основе идеи макроэкономической стабилизации. Государство с помощью экономической политики может пытаться влиять на темпы роста двумя способами.
1. Пытаться влиять на совокупное предложение в экономике, стимулируя фирмы больше инвестировать.
2. Пытаться влиять на совокупный спрос в экономике, сглаживая колебания вокруг тренда.

Первую задачу обычно решает правительство, а также банки развития. Правительство стремится создать благоприятный инвестиционный климат. Вторую задачу решает центральный банк с помощью денежно-кредитной политики и отчасти министерство финансов с помощью фискальной политики.